# The Impossible Years
The Impossible Years (br.: Minha filha é um problema / pt.: A minha filha é um problema) é um filme de comédia estadunidense de 1968, dirigido por Michael Gordon para a Metro-Goldwyn-Mayer.  O roteiro de George Wells adapta peça teatral de 1965 de Bob Fisher e Arthur Marx.
O filme foi bem recebido, arrecadando $5,8 milhões de dólares na América do Norte, sendo classificado em 17º dentre as maiores bilheterias nos Estados Unidos em 1969.As críticas, contudo, foram negativas.
Em 1970 foi noticiado que Jackie Cooper e Bob Finkel haviam escrito um roteiro para a rede de televisão NBC.

## Elenco
- David Niven...Jonathan Kingsley
- Lola Albright...Alice Kingsley
- Chad Everett...Richard Merrick
- Ozzie Nelson...Dr. Herbert Fleischer
- Cristina Ferrare...Linda Kingsley
- Jeff Cooper...Bartholmew Smuts
- John Harding...Dean Harvey Rockwell
- Rich Chalet...Freddie Fleischer
- Mike McGreevey...Andy McClaine
- Don Beddoe...Dr. Elliot Fish
- Darleen Carr...Abbey Kingsley
- Louise Lorimer...Madame Celia Fish
- Karen Norris...Madame Rockwell
- Susan French...Senhorita Hammer
- Trudi Ames...Francine
- Edward McKinley...Dr. Pepperell
- Ned Wertimer...Dr. Bodey

## Sinopse
Jonathan Kingsley é um professor universitário e doutor em psicologia, casado com uma esposa amorosa e com duas filhas adolescentes. Ele disputa a cadeira da universidade e escreve um livro com a ajuda do estudante Richard Merrick. Contudo, sua carreira bem-sucedida e a estabilidade do lar são ameaçadas quando a filha mais velha de 17 anos, Linda, começa a se envolver com namorados e é detida após uma manifestação estudantil, carregando um cartaz com uma palavra obscena (não revelada no filme). Um amigo e vizinho de Jonathan, Dr. Herbert Fleischer, avisa que realizara exames médicos em Linda e descobrira que a moça não era mais virgem. Ela não quer contar o nome do homem e isso deixa Jonathan e a esposa abalados. Então Jonathan começa a investigar três dos rapazes mais próximos de Linda: o trompetista Freddie, filho adolescente do Dr. Herbert;Bartholmew Smuts, um pintor hippie; e Andy McClaine, um desastrado aprendiz de motorista.

## Produção
- A MGM comprou os direitos para a adaptação cinematográfica em 1965 por 350.000 dólares.[5]
- George Wells completou o roteiro em março de 1966[6]
- A MGM anunciou a produção em agosto de 1966 e a equipe de Robert O'Brien e Robert M. Weitman recebeu sinal verde[7]
- As filmagens ocorreram em outubro de 1967.
- No palco, Peter Sellars foi anunciado como protagonista[8] mas em maio, David Niven havia sido contratado. Christina Ferrare, que interpretou a filha problemática de Niven, estava sob contrato com a 20th Century Fox por um ano.[9] Foi o último papel para o cinema de Ozzie Nelson.[10]

## Peça teatral
A peça foi escrita por Robert Fisher e Arthur Marx, filho do famoso comediante norte-americano Groucho Marx. Depois de duas prévias, estreou na Broadway com direção de Arthur Storch, iniciando em 13 de outubro de 1965 no Playhouse Theatre, conseguindo permanecer em cartaz por 670 apresentações. O elenco original era formado por Alan King, Sudie Bond, Bert Convy, Neva Small e Scott Glenn. Sam Levene e Ed McMahon sucederam King.